# Tiêu cự
Tiêu cự của một thấu kính là khoảng cách từ quang tâm đến tiêu điểm của thấu kính.
Nếu mặt của thấu kính có độ cong càng lớn thì tiêu điểm càng gần với thấu kính, tiêu cự càng nhỏ
Đối với thấu kính phân kì khả năng hội tụ của chùm tia sáng càng mạnh chứng tỏ tiêu cự càng nhỏ và ngược lại
Nói chung với các thấu kính thường dùng hàng ngày thì tiêu cự được đo bằng cm. Ký hiệu của tiêu cự là chữ f.
Người ta quy ước:
- Thấu kính hội tụ có tiêu cự dương, f > 0.
- Thấu kính phân kì có tiêu cự âm, f < 0.

Các gương cầu cũng có tiêu cự được định nghĩa tương tự như trên.